# Dodge Neon
Dodge / Plymouth Neon - компактний автомобіль, представлений корпорацією Крайслер на ринку в січні 1994 року. Продавався в Європі, Мексиці, Канаді і скрізь, окрім США. У США, Австралії, Японії автомобіль продавався, як Chrysler Neon. Neon замінив на ринках Dodge Shadow, Plymouth Sundance & Duster, а також Dodge & Plymouth Colt. Neon-купе прийшов на зміну Plymouth Laser. Neon пропонувався у безлічі версій і конфігурацій аж до 23 вересня 2005 року, коли його випуск був припинений.
В 2016 році на мексиканському ринку концерн Fiat почав продавати Fiat Tipo під назвою Dodge Neon.

## Перше покоління (1995–1999)

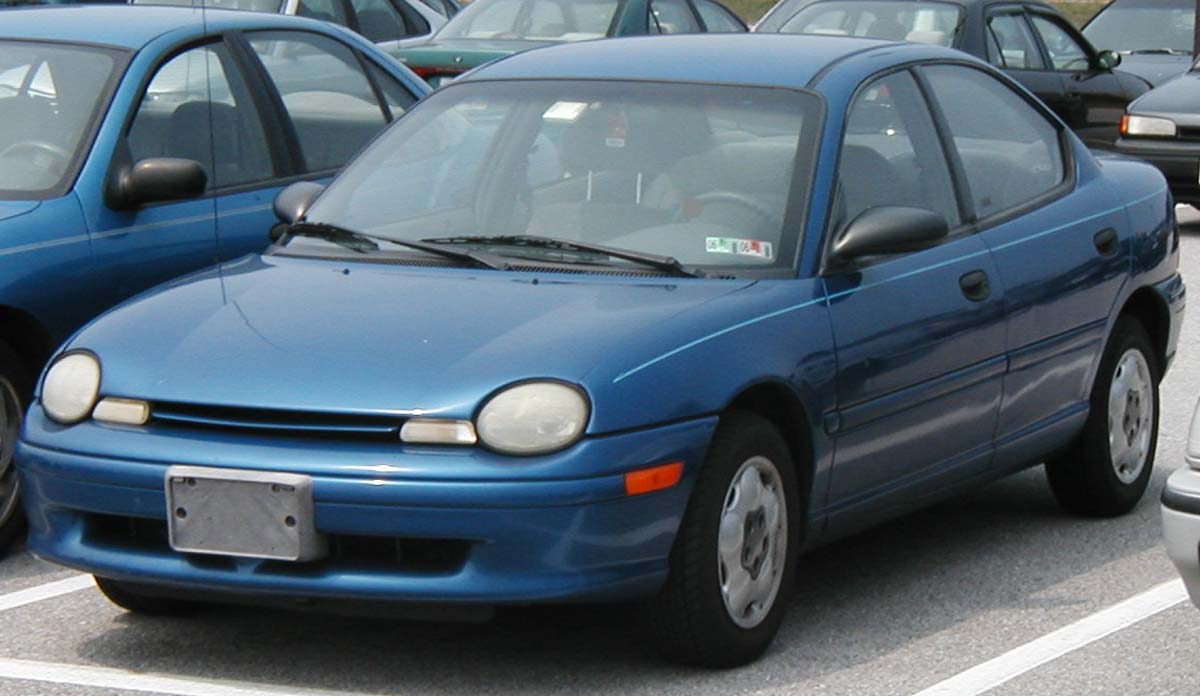
Dodge Neon 1 седан (1994-1999)

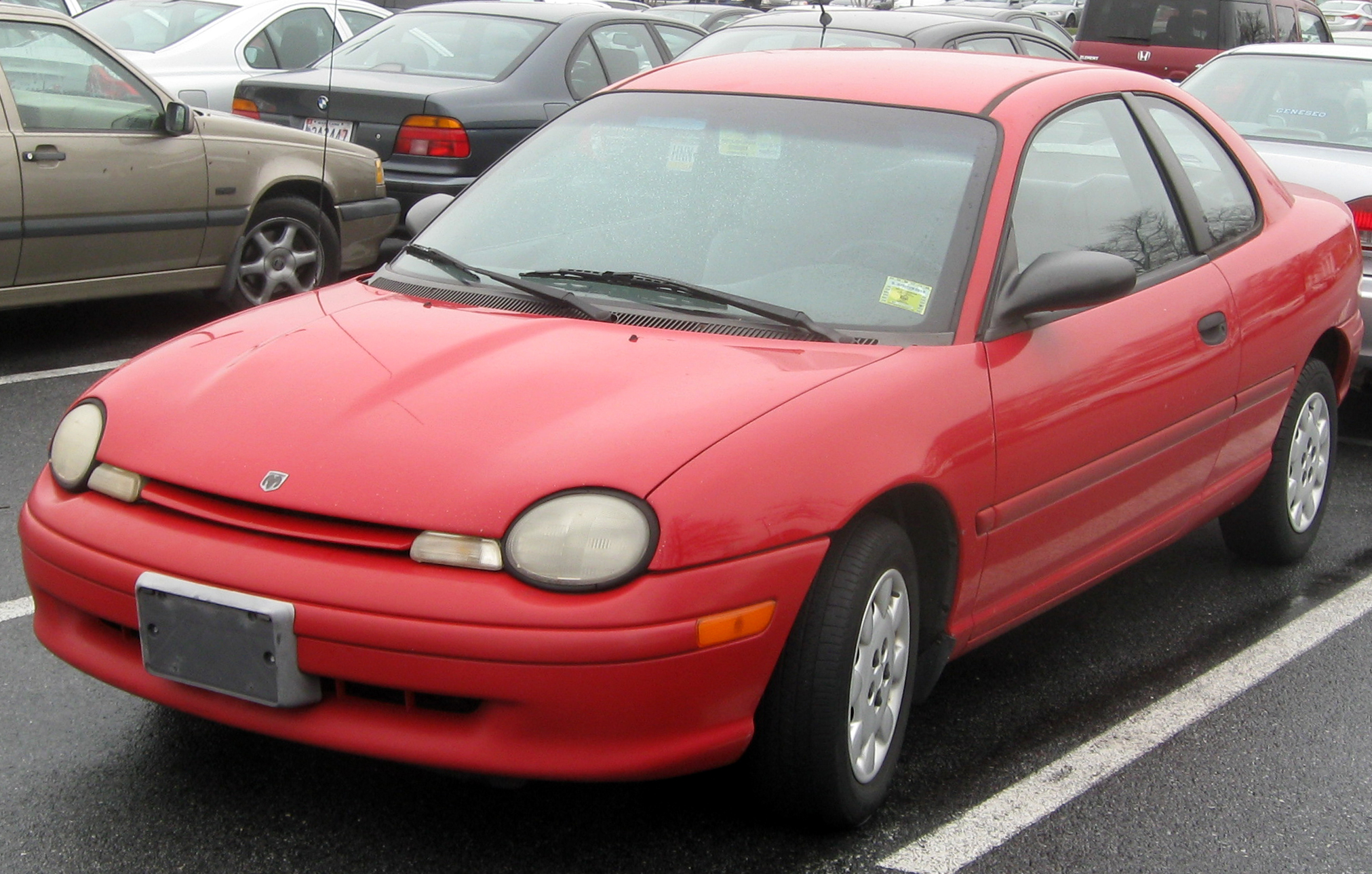
Dodge Neon 1 купе (1994-1999)

Перше покоління Neon було представлено в січні 1994 року і випускалося до серпня 1999 року. Модель була доступна у вигляді чотиридверного седана і дводверного купе. Були доступні варіанти SOHC і DOHC чотирициліндрового двигуна від Chrysler об'ємом 2,0 л., Що видає 132 к.с. (98 кВт) при 6000 об/хв і 175 Нм при 5000 об/хв для версії SOHC і 150 к.с. (110 кВт) при 6500 об/хв і 180 Нм при 5600 об/хв для DOHC. Для моделей був доступний 3-ступінчастий автомат від Torqueflite і 5-ступінчаста МКПП.
Автомобіль продавався також під ребрендингом під ім'ям Dodge і Plymouth в США і Канаді. А в Мексиці, Європі, Австралії та інших великих експортних ринках автомобіль продавався під ім'ям Chrysler Neon. Під час випуску Neon президент Chrysler Corporation Роберт Луц сказав, «Старики кажуть в Детройті: «Швидкий, хороший і дешевий. Візьми собі два.» «Ми (Компанія) відмовляємося прийняти це.» Японська преса охрестила Neon «Японським автовбивцею», оскільки автомобіль коштував занадто дешево по відношенню до японських автомобілів того ж класу. Neon отримав похвалу, призи і міць в результаті перемоги в змаганні проти Honda Civic DX (102 к.с.), Honda Civic EX (127 к.с.), Nissan Sentra (115 к.с.), Ford Escort ZX2 (130 к.с.), Toyota Corolla 115 к.с. і Chevrolet Cavalier Base і LS моделей (120 к.с.). В результаті тестів двигуна DOHC з 5-ст. МКПП на Neon R/T, гонщик повідомив, що він розганяється до 100 км/год за 7,6 секунд. Перше покоління Neon також брало участь в SCCA у вигляді автокросу і гонках «showroom-stock road».

### Двигуни
- 1.8 L EBD I4
- 2.0 L A588 I4
- 2.0 L ECC I4

## Друге покоління (2000–2005)

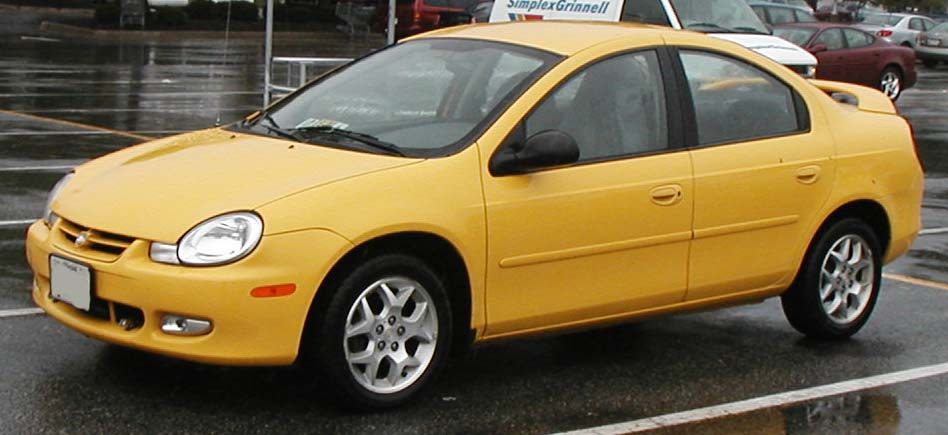
Dodge Neon 2 седан (1999-2002)

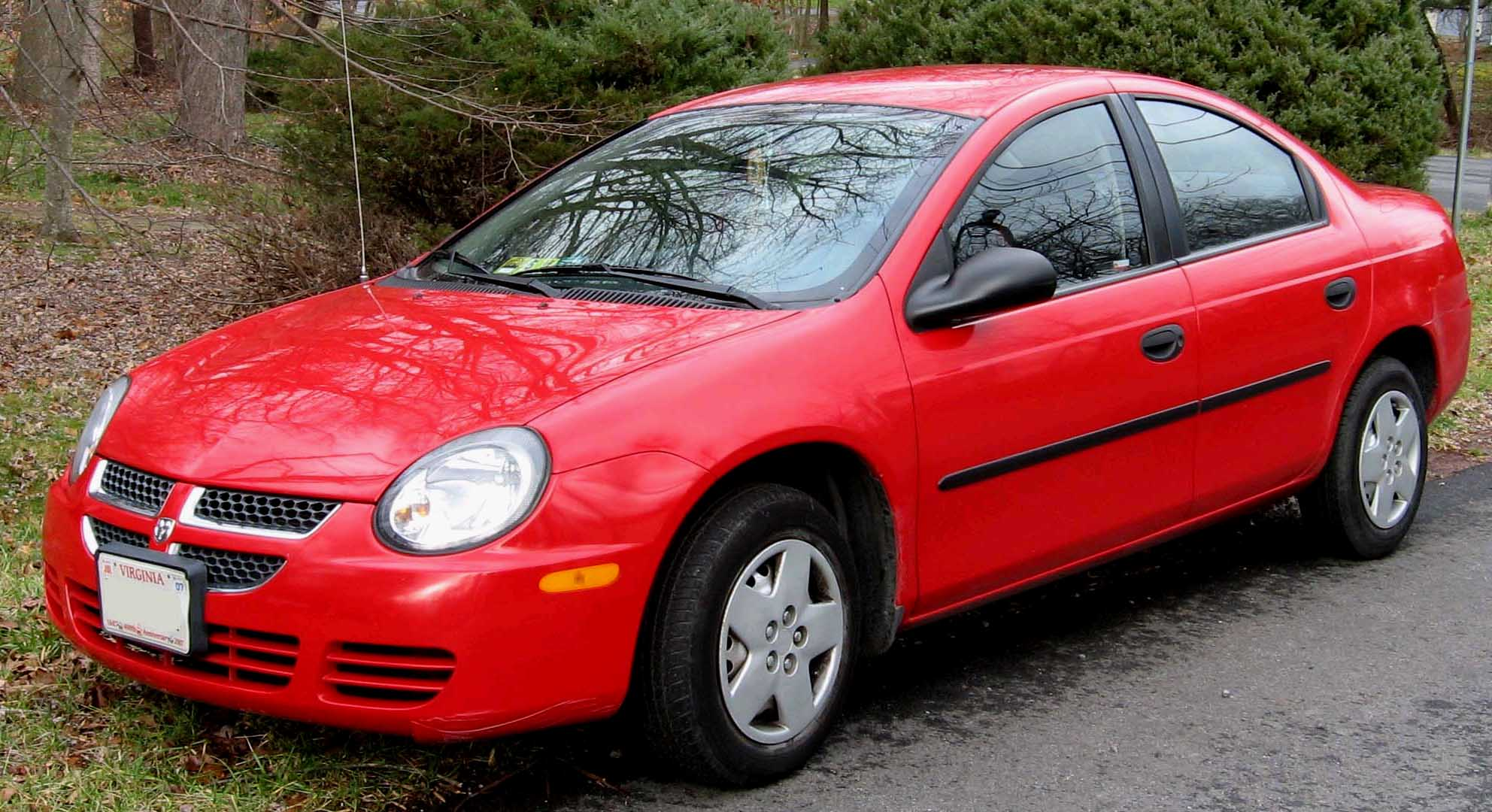
Dodge Neon 2 седан (2002-2005)

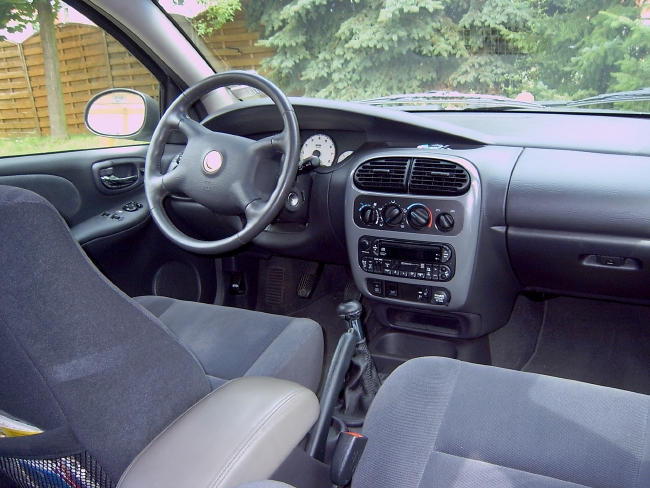

В 1999 році представили друге покоління моделі.
Чотиридверний седан Dodge Neon доступний у двох варіантах комплектацій - SE і SXT. Базова версія SE оснащена: касетним програвачем, складним заднім сидінням і функцією регулювання нахилу рульового колеса. Кондиціонер і CD-плеєр доступні як опція. Поліпшена версія SXT включає: кондиціонер, передні електричні склопідйомники, CD-плеєр замість касетного, 15-дюймові литі диски і оновлені протитуманні фари. За додаткову плату доступна аудіосистема з 8-ма динаміками, CD-чейнджер, круїз-контроль, задній спойлер і антиблокувальна система.
Всі моделі Dodge Neon під капотом мають 2.0-літровий 4-циліндровий бензиновий двигун, потужністю 133 кінських сили і обертовим моментом 177 Нм/4600 об/хв, який може працювати в парі як з 5-ступінчастою механічною, так і з 4-ступінчастою автоматичною трансмісією. Витрата палива у змішаному циклі за офіційними даними становить 7,7 л/100 км (з механічною коробкою передач). Розгін зі стартової позиції до 100 км/год займає 9,5 секунд, а максимальна швидкість може досягати позначки 180 км/год. 
Опціональна комплектація для автомобіля включає в себе: шкіряне обплетення керма, додаткові передні протитуманні фари, передні електропривідні вікна і більш зручні сидіння, і 4-ступінчасту автоматичну коробку передач.  

### Двигуни
- 1.6 L EJD I4
- 2.0 L A588 I4
- 2.4 L EDV/EDT Turbo I4

### Фінал
DaimlerChrysler припинив випуск автомобіля Neon 23 вересня 2005 року. Останні машини зійшли з конвеєра на заводі в Белвідер. Навесні 2006 року Neon був замінений на нову модель Dodge Caliber, розроблену спільно з компанією Mitsubishi Motors на базі GS platform. Як і Neon, Caliber мав варіант SRT-4. Обидві модифікації, щоправда, мали абсолютно різні двигуни.

## Третє покоління (з 2016)

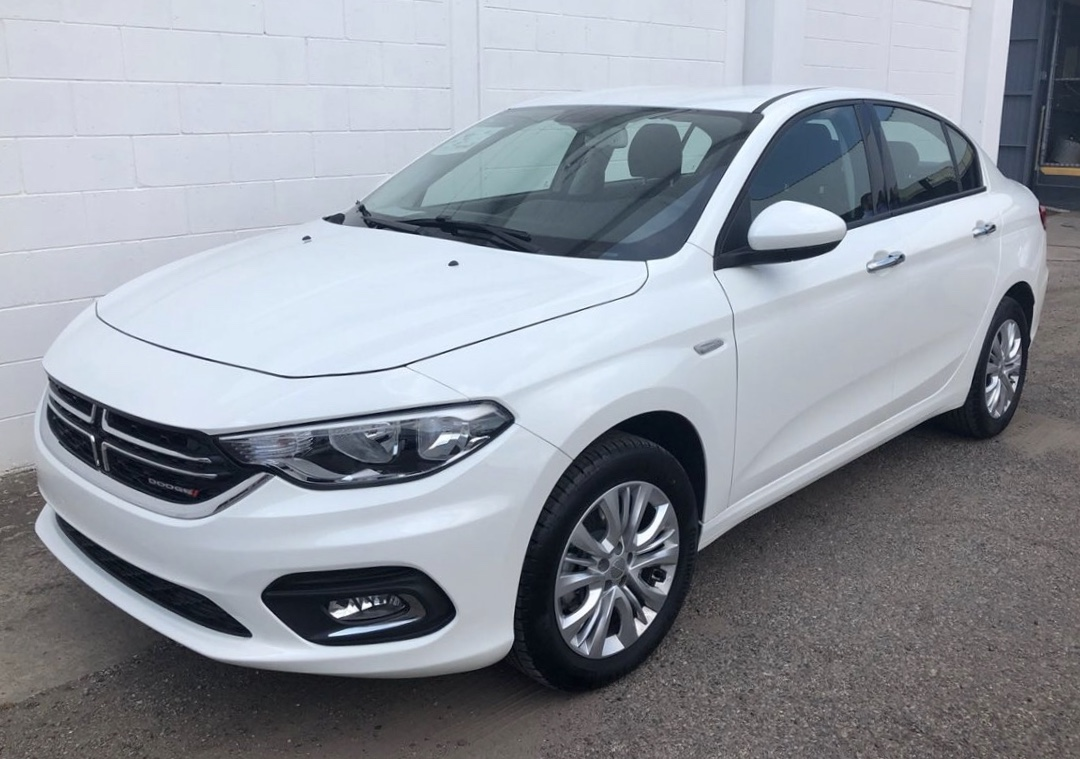
Dodge Neon 3 седан (з 2016)

В 2016 році на мексиканському ринку концерн Fiat почав продавати Fiat Tipo під назвою Dodge Neon, який прийшов на заміну Dodge Dart.

### Двигуни
- 1.4 L FirePower I4
- 1.4 L Turbo-Jet I4
- 1.6 L E.torQ I4
- 1.3 L Multijet I4 (diesel)
- 1.6 L Multijet I4 (diesel)

## Безпека
Перше покоління автомобілів Neon мало вкрай низькі показники в рейтингах безпеки при фронтальних зіткненнях (Poor). У другій версії краш-тести при фронтальних ударах були вже значно кращими, проте бокові удари Neon витримував погано.

## Продажі
| Рік              | США     | Канада | Всього |
| ---------------- | ------- | ------ | ------ |
| 1994             | 178,960 | N/A    |        |
| 1995             | 240,189 | N/A    |        |
| 1996             | 245,303 | N/A    |        |
| 1997             | 208,652 | N/A    |        |
| 1998             | 196,497 | N/A    |        |
| 1999             | 183,797 | N/A    |        |
| 2000             | 163.332 | N/A    |        |
| 2001             | 137,353 | N/A    |        |
| 2002             | 126,118 | N/A    |        |
| 2003             | 120,101 | N/A    |        |
| 2004             | 113,476 | 14,876 |        |
| 2005             | 113,332 | 15,064 |        |
| 2006             | 17,239  | 1,847  |        |
| Всього 2,076,136 |         |        |        |